# Guvernul Friedrich Merz
Guvernul Friedrich Merz (în germană Kabinett Merz, pronunțat [kabiˈnɛt ˈmɛʁts]) este cel de-al 25-lea guvern al Republicii Federale Germania. Este succesorul guvernului precedent condus de Olaf Scholz. Acesta este condus de Friedrich Merz.
Guvernul este compus din partidul lui Merz, Uniunea Creștin-Democrată (CDU), partidul soră Uniunea Creștin-Socială (CSU) (cele două formând alianța CDU/CSU; numită și Uniunea) și Partidul Social Democrat (SPD). Este pentru a cincea oară când Uniunea și SPD guvernează împreună în perioada post-război și pentru prima dată de la guvernul Merkel IV condus atunci de cancelarul Angela Merkel în 2018.

## Formarea coaliției

Compoziția celui de-al 21-lea Bundestag

Uniunea (CDU/CSU) cu candidatul său la cancelar Friedrich Merz a ieșit din alegerile federale germane din 2025 drept cea mai puternică forță din noul Bundestag. Cu toate acestea, CDU/CSU avea nevoie de parteneri de coaliție (cum este de obicei în politica germană) pentru a forma un guvern majoritar. Singura posibilitate de a forma o coaliție cu un singur partid era o coaliție cu SPD. Din punct de vedere matematic, ar fi fost posibilă și o coaliție din două partide cu AfD, care este în general considerat a fi de extremă dreaptă; cu toate acestea, CDU/CSU exclusese acest lucru înainte de alegeri.
Pentru negocierile de coaliție, echipa CDU l-a inclus Friedrich Merz și alți oficiali de rang înalt, cum ar fi liderul CSU Markus Söder, secretarul general al CDU Carsten Linnemann și liderul grupului parlamentar CDU Thorsten Frei, liderul grupului parlamentar CSU Alexander Dobrindt, ministrul-președinte al Saxoniei Michael Kretschmer, vicepreședintele CDU și politicianul CSU Karin Prien. Delegația SPD a fost formată din personalități importante precum ministrul Apărării Boris Pistorius și ministrul Muncii Hubertus Heil, precum și secretarul general Matthias Miersch, președintele Bundestagului Bärbel Bas, cei doi miniștri-președinți Manuela Schwesig și Anke Rehlinger și șeful SPD din Renania de Nord-Westfalia Achim Post.
Ambele părți doreau inițial ca discuțiile să nu înceapă până pe 5 martie, având în vedere alegerile de stat din Hamburg din 2025 din 2 martie, precum și Carnavalul (cu apogeul pe 3 martie), care este foarte popular în unele părți ale Germaniei. Ulterior, totuși, Klingbeil și Merz au convenit să înceapă devreme discuțiile lor, așa că discuțiile exploratorii între cele două partide au început la Berlin pe 28 februarie 2025, la cinci zile după alegeri. Merz își stabilise ținta de a forma o coaliție până la Paște.
Au existat încă de la început diferențe de opinie între CDU și SPD cu privire la reforma frânei datoriilor (care a limitat deficitul bugetar german la 0,35% din PIB pe an), o posibilă reformă fiscală, reforma impozitului minim, salariul minim, venitul cetățeanului, imigrația și un nou drept de vot. Pe 9 aprilie, atât grupul parlamentar SPD, cât și cel al CDU/CSU au ajuns la un acord de coaliție pentru a forma un nou cabinet sub cancelarul lui Friedrich Merz. Guvernul de coaliție ar fi format din 10 miniștri de la CDU/CSU, și 7 de la SPD conform acordului. În plus, vicecancelarul va fi nominalizat de SPD printre cei 7 dintre miniștrii săi.

### Alegerea cancelarului
Constituția (Legea Fundamentală) cere președintelui Germaniei să propună un cancelar președintelui Bundestagului pentru aprobarea cu majoritatea absolută a membrilor Bundestagului. În consecință, după ce liderii de partid din CDU, CSU și SPD și-au semnat acordul de coaliție pe 5 mai, Frank-Walter Steinmeier l-a propus oficial pe Friedrich Merz președintelui Bundestagului Julia Klöckner pentru alegerea în funcția de cancelar, care a fost supus votului a doua zi prin vot secret.
Deși CDU/CSU și SPD au avut 328 din 630 de membri ai Bundestagului, în primul tur de scrutin Merz a primit doar 310 voturi, sub cele 316 necesare. Este pentru prima dată când se întâmplă acest lucru în istoria Republicii Federale Germania. După anunțarea rezultatului alegerilor, ședința a fost întreruptă.
Potrivit articolului 63 alineatul (3) din Legea fundamentală, alegerea cancelarului se afla acum în a doua fază: într-o perioadă de 14 zile, adică până pe 20 mai, un sfert dintre membrii Bundestagului puteau desemna un candidat pentru alegerea în funcția de cancelar federal. Numărul de buletine de vot nu este prestabilit și este teoretic nelimitat. Dacă un candidat este ales într-unul dintre aceste scrutine, Președintele trebuie să-l numească. Dacă nu este ales un nou cancelar federal în această perioadă, trebuie să aibă loc o alegere finală „fără întârziere” (unverzüglich) în conformitate cu articolul 63 alineatul (4) din Legea fundamentală. Dacă un candidat atinge majoritatea necesară, el sau ea trebuie să fie numit; dacă niciun candidat nu atinge această majoritate, Președintele trebuie să decidă dacă îl numește pe candidatul cu cele mai multe voturi (majoritate relativă) sau dacă dizolvă Bundestagul.
Surprinsă de eșecul său de a câștiga suficiente voturi, coaliția lui Merz a întrebat departamentul juridic al parlamentului dacă un al doilea vot ar putea avea loc în aceeași zi. În timpul întreruperii sesiunii, fracțiunile Bundestagului au discutat despre un al doilea tur de scrutin. Toate grupurile parlamentare au convenit ca al doilea tur de vot să aibă loc pe 6 mai. Grupurile parlamentare CDU/CSU și SPD l-au prezentat din nou pe Friedrich Merz drept candidat. Cu toate acestea, pentru acest al doilea tur de scrutin a fost necesară o rezoluție a Bundestagului, întrucât propunerea pentru moțiunea electorală a fost distribuită ca tipărită, care, conform regulamentului de procedură al Bundestagului, poate fi tratată nu mai devreme de trei zile de la depunerea sa (articolul 78 alin. 5 GOBT). Grupurile parlamentare CDU/CSU, SPD, Verzii și Stânga au depus apoi o moțiune de scurtare a termenului, care este permisă în temeiul Secțiunii 126 din Regulamentul permanent și are nevoie de o majoritate de două treimi pentru a fi adoptată. Scurtarea termenului a fost aprobată în unanimitate. Friedrich Merz a fost ales în al doilea tur de scrutin. Apoi a fost numit cancelar de către președintele federal Frank-Walter Steinmeier și a depus jurământul în Bundestag. Miniștrii federali au fost numiți apoi de președintele federal Steinmeier și apoi au depus jurământul în fața Bundestagului.
| Sesiunea de vot                                                    | Candidat                  | Candidat             | Voteuri | Voteuri | Proportion | Parties | Parties | Parties | Parties     |
| ------------------------------------------------------------------ | ------------------------- | -------------------- | ------- | ------- | ---------- | ------- | ------- | ------- | ----------- |
| Prima sesiune de vot                                               |                           | Friedrich Merz (CDU) | Da      | 310     | 49.2%      |         |         |         | CDU/CSU SPD |
| Prima sesiune de vot                                               | Nu                        | Friedrich Merz (CDU) | 307     | 48.7%   |            |         |         |         | CDU/CSU SPD |
| Prima sesiune de vot                                               | Absențe                   | Friedrich Merz (CDU) | 3       | 0.48%   |            |         |         |         | CDU/CSU SPD |
| Prima sesiune de vot                                               | Invalide                  | Friedrich Merz (CDU) | 1       | 0.16%   |            |         |         |         | CDU/CSU SPD |
| Prima sesiune de vot                                               | Nu și-a exprimat opțiunea | Friedrich Merz (CDU) | 9       | 1.43%   |            |         |         |         | CDU/CSU SPD |
| Friedrich Merz nu a fost ales în fucnția de cancelar al Germaniei. |                           |                      |         |         |            |         |         |         |             |
| A doua sesiune de vot                                              |                           | Friedrich Merz (CDU) | Da      | 325     | 51.6%      |         |         |         | CDU/CSU SPD |
| A doua sesiune de vot                                              | Nu                        | Friedrich Merz (CDU) | 289     | 45.9%   |            |         |         |         | CDU/CSU SPD |
| A doua sesiune de vot                                              | Absențe                   | Friedrich Merz (CDU) | 1       | 0.16%   |            |         |         |         | CDU/CSU SPD |
| A doua sesiune de vot                                              | Invalide                  | Friedrich Merz (CDU) | 3       | 0.48%   |            |         |         |         | CDU/CSU SPD |
| A doua sesiune de vot                                              | Nu și-a expirmat opțiunea | Friedrich Merz (CDU) | 12      | 1.90%   |            |         |         |         | CDU/CSU SPD |
| Friedrich Merz a fost ales în fucnția de cancelar al Germaniei.    |                           |                      |         |         |            |         |         |         |             |

## Compoziție
Pe lângă cancelar, cabinetul este format din 17 miniștri, dintre care 16 au portofoliu propriu și unul este ministru pentru afaceri speciale (pentru a acorda rang de cabinet șefului cancelariei). Numărul total de miniștri a crescut astfel cu unu în comparație cu guvernul Scholz. Ministerul Federal pentru Modernizare Digitală și de Stat a fost nou creat ca o separare între ministerul transporturilor și părți din portofoliu ale ministerului de interne și ale ministerului afacerilor economice. Alte remanieri de portofoliu includ reintegrarea acțiunii climatice înapoi în ministerul pentru mediu; a fost fuzionat cu afacerile economice sub ministrul în exercițiu Robert Habeck. Responsabilitatea pentru educație este fuzionată cu portofoliul de familie, seniori, femei și tineret, în timp ce restul ministerului de cercetare i s-au acordat denumiri suplimentare de tehnologie și astronautică.
| Partid | Partid                    | Miniștri | Procentaj |
| ------ | ------------------------- | -------- | --------- |
|        | Uniunea Creștin-Democrată | 7        | 41%       |
|        | Partidul Social Democrat  | 7        | 41%       |
|        | Uniunea Creștin-Socială   | 3        | 18%       |
| Total  | Total                     | 17       | 100%      |

| Ordine | Funcție                                                                                      | Portret               | Ministru             | Partid                      | Partid | A preluat funcția                        |
| ------ | -------------------------------------------------------------------------------------------- | --------------------- | -------------------- | --------------------------- | ------ | ---------------------------------------- |
| 1      | Cancelar                                                                                     |                       | Friedrich Merz       | CDU                         |        | 6 mai 2025                               |
| 2      | Vicecancelarul Federal și Ministrul Federal al Finanțelor                                    |                       | Lars Klingbeil       | SPD                         |        | 6 mai 2025                               |
| 3      | Ministru Federal al Afacerilor Interne                                                       |                       | Alexander Dobrindt   | CSU                         |        | 6 mai 2025                               |
| 4      | Ministru Federal al Afacerilor Externe                                                       |                       | Johann Wadephul      | CDU                         |        | 6 mai 2025                               |
| 5      | Ministru Federal al Apărării                                                                 |                       | Boris Pistorius      | SPD                         |        | 19 ianuarie 2023 (reînoit pe 6 mai 2025) |
| 6      | Ministrul Federal al Economiei și Energiei                                                   |                       | Katherina Reiche     | CDU                         |        | 6 mai 2025                               |
| 7      | Ministrul Federal al Cercetării, Tehnologiei și Spațiului                                    |                       | Dorothee Bär         | CSU                         |        | 6 mai 2025                               |
| 8      | Ministrul Federal al Justiției și Protecției Consumatorului                                  |                       | Stefanie Hubig       | SPD                         |        | 6 mai 2025                               |
| 9      | Ministrul Federal al Educației, Familiei, Persoanelor Vârstnice, Femeilor și Tineretului     |                       | Karin Prien          | CDU                         |        | 6 mai 2025                               |
| 10     | Ministrul Federal al Muncii și Problemelor Sociale                                           |                       | Bärbel Bas           | SPD                         |        | 6 mai 2025                               |
| 11     | Ministrul Federal al Mediului Digital și Modernizării Statului                               |                       | Karsten Wildberger   | Ind (înainte de 9 mai 2025) |        | 6 mai 2025                               |
| 11     | Ministrul Federal al Mediului Digital și Modernizării Statului                               | CDU (după 9 mai 2025) | Karsten Wildberger   |                             |        | 6 mai 2025                               |
| 12     | Ministrul Federal al Transporturilor                                                         |                       | Patrick Schnieder    | CDU                         |        | 6 mai 2025                               |
| 13     | Ministrul Federal al Mediului, Protecției Climei, Protecției Naturii și Securității Nucleare |                       | Carsten Schneider    | SPD                         |        | 6 mai 2025                               |
| 14     | Ministrul Federal al Sănătății                                                               |                       | Nina Warken          | CDU                         |        | 6 mai 2025                               |
| 15     | Ministrul Federal al Agriculturii, Alimentației și Identității Regionale                     |                       | Alois Rainer         | CSU                         |        | 6 mai 2025                               |
| 16     | Ministrul Federal al Cooperării Economice și Dezvoltării                                     |                       | Reem Alabali-Radovan | SPD                         |        | 6 mai 2025                               |
| 17     | Ministrul Federal pentru Politici de Locuire, Dezvoltare Urbană și Construcții               |                       | Verena Hubertz       | SPD                         |        | 6 mai 2025                               |
| 18     | Ministrul Federal pentru Misiuni Speciale și Șeful Cancelariei Federale                      |                       | Thorsten Frei        | CDU                         |        | 6 mai 2025                               |